# Alain Passard
Alain Passard (født 4. august 1956 i La Guerche-de-Bretagne) er en fransk kok og ejer af den tre-stjernede restaurant L'Arpège i Paris.

## Karriere
Alain Passard begyndte sin karriere på Le Lion d'Or i Liffré fra 1971 til 1975 under Michelin-kokken Michel Kéréver. Det var her, han lærte det grundlæggende i det klassisk køkken. De følgende år, fra 1975 til 1976, kom Passard på restaurant La Chaumière under Gaston Boyer, som er en tre-stjernet Michelin-kok. I 1977 arbejdede Passard som medlem af et lille køkkenhold på L'Archestrate, ledet af Alain Senderens. I 1980, på Le Duc d'Enghien på Enghien Casino, modtog Passard to Michelin-stjerner i en alder af 26 år. I 1984 modtog han også to Michelin-stjerner på Carlton i Bruxelles.

## Indflydelse på kulinarisk kultur
Kokken David Kinch fra restaurant Manresa i Los Gatos, Californien nævner Passard som "kokken, der har inspireret mig mest" i sin kogebog fra 2013. "Han er den eneste kok, jeg nogensinde har mødt, som jeg uden at tøve vil kalde en sand kunstner". Han inspirerede også den japanske kok Fumiko Kono, som han oplærte til, at farver, former, lugt og smag skal nøje udvælges, så kunsten kan komme ud af produktets kvalitet.
L'Arpège har også uddannet en række kokke, der har haft betydning for fransk gastronomi:
- Kokken Pascal Barbot og Maitre d' Christophe Rohat i restauranten L'Astrance[4]
- Kokken David Toutain[4]
- Kokken Gunther Hubrechson (nu i Singapore)
- Ejer Laurent Lapaire af restauranten Agape

## L'Arpège
Passard købt restauranten L'Archestrate, som er beliggende på hjørnet af rue de Varenne og rue de Bourgogne i Paris af sin mentor Alain Senderens i 1986.
Han omdøbte restauranten til L'Arpège, som en hyldest for sin kærlighed til musik (navnet betyder "arpeggio", en akkord hvis enkelte toner anslås i hurtig rækkefølge). Den opnåede sin første stjerne i Michelinguiden første år efter åbningen, og hurtigt efter fik den sin anden stjerne. I 1996 opnåede restauranten sin tredje stjerne, som den har opretholdt siden. I 2010 blev han tildelt en "pépite" under Globes de Cristal-ceremonien, til ære for hans engagement i fremme af fransk kultur.

## Grøntsager
Passard interesse for kød blev mindre med årene, og han introducerede i 2001 for første gang en tre-stjernet restaurant, der satte fokus på grøntsager og forbød kød på sin restaurant. Han genindførte dog senere kød og fisk på menuen, men i mindre mængder.
Passard har planlagt sin menu baseret på årstiderne og naturligt dyrkede produkter fra økologiske landmænd. Passards ønske om at arbejde med kvalitetsprodukter fik ham til at etablere tre "køkkenhaver". Den første blev etableret i 2002 i Sarthe, den anden i 2005 i Eure og den tredje i 2008 i Manche. Det er tre haver i tre forskellige terroirer, sand i Sarthe til gulerødder, asparges og porrer, ler i Eure til knoldselleri og kål, og alluvial i Manche til aromatiske urter.
Hans haver producerer årligt 40 tons økologiske fødevarer. Der anvendes dyr til at pløje og høste. Det er den eneste restaurant, der står for sin egen grøntsag-, urte- og frugtproduktion. Der arbejder tolv gartnere på de i alt seks hektar jord, hvor der også er æsler, hopper, køer, høner og geder.